# Parascaphocalanus zenkevitchi
Parascaphocalanus zenkevitchi is een eenoogkreeftjessoort uit de familie van de Scolecitrichidae. De wetenschappelijke naam van de soort is voor het eerst geldig gepubliceerd in 1955 door Brodsky.